# Chrysolina fortunata
Chrysolina fortunata é uma espécie de artrópode pertencente à família Chrysomelidae.